# Kvalifikation til VM i fodbold 1962
I alt 56 hold var tilmeldt kvalifikationen til VM i fodbold 1962. De spillede om deltagelse i VM-slutunden med 16 hold. Værtsnationen Chile og de forsvarende mestre, Brasilien, var automatisk kvalificerede, hvilket efterlod 14 ledige pladser at spille om.
Ligesom ved de tidligere kvalifikationsturneringer var reglerne meget komplicerede. Vinderne af de tre svageste kontinentale zoner, Nord- og Mellemamerika samt Caribien (CONCACAF), Afrika (CAF) og Asien (AFC), var ikke sikre på en plads ved slutrunden. De blev hver især nødt til at møde en hold fra enten Europa (UEFA) eller Sydamerika (CONMEBOL), i en såkaldt interkontinental play-off-kamp, hvor kun vinderen gik videre til slutrunden.
De 16 pladser ved VM i fodbold 1962 blev fordelt mellem de kontinentale zoner som følger:
- Europa (UEFA): 8 direkte pladser + 2 pladser i interkontinental play-off (mod hold fra CAF og AFC), som 30 hold (inkl. Israel og Etiopien) spillede om.
- Sydamerika (CONMEBOL): 5 direkte pladser + 1 plads i interkontinental play-off (mod et hold fra CONCACAF). 2 af de direkte pladser gik til de automatisk kvalificerede lande Chile og Brasilien, mens 7 hold spillede om de øvrige 3-4 pladser.
- Nord- og Mellemamerika og Caribien (CONCACAF): 1 plads i interkontineltal play-off (mod et hold fra CONMEBOL), som 8 hold spillede om.
- Afrika (CAF): 1 plads i interkontinental play-off (mod et hold fra UEFA), som 6 hold spillede om.
- Asien (AFC): 1 plads i interkontinental play-off (mod et hold fra UEFA), som 3 hold spillede om.

## Europa
De 30 hold blev inddelt i 10 grupper. Der var forskellige regler for grupperne:
- Gruppe 1, 2, 3, 4, 5, 6 og 8 bestod af 3 hold. Holdene mødtes både hjemme og ude, og gruppevinderne kvalificerede sig til slutrunden.
- Gruppe 7 bestod af 5 hold, der spillede en cup-turnering, hvor hvert opgør blev afgjort over to kampe (hjemme og ude). Vinderen kvalificerede sig til slutrunden.
- Gruppe 9 og 10 bestod af 2 hold. Holdene spillede to kampe mod hindenden (hjemme og ude), og vinderen gik videre til interkontinental play-off mod vinderne af henhondsvis CAF og AFC.

| Gruppe 1                                                  | Kampe             | Mål               | Point |
| Sverige                                                   | 4                 | 10-3              | 6     |
| Schweiz                                                   | 4                 | 9-9               | 6     |
| Belgien                                                   | 4                 | 3-10              | 0     |
| Schweiz kvalificeret til VM efter omkamp på neutral bane: |                   |                   |       |
| Schweiz - Sverige                                         | Schweiz - Sverige | Schweiz - Sverige | 2-1   |

| Gruppe 2                                                    | Kampe                | Mål                  | Point |
| Frankrig                                                    | 4                    | 10-3                 | 6     |
| Bulgarien                                                   | 4                    | 6-4                  | 6     |
| Finland                                                     | 4                    | 3-12                 | 0     |
| Bulgarien kvalificeret til VM efter omkamp på neutral bane: |                      |                      |       |
| Bulgarien - Frankrig                                        | Bulgarien - Frankrig | Bulgarien - Frankrig | 1-0   |

| Gruppe 3                         | Kampe | Mål  | Point |
| Vesttyskland                     | 4     | 10-5 | 8     |
| Nordirland                       | 4     | 7-8  | 2     |
| Grækenland                       | 4     | 3-8  | 2     |
| Vesttyskland kvalificeret til VM |       |      |       |

| Gruppe 4                   | Kampe | Mål  | Point |
| Ungarn                     | 4     | 11-5 | 7     |
| Holland                    | 3     | 4-7  | 2     |
| DDR                        | 3     | 3-6  | 1     |
| Ungarn kvalificeret til VM |       |      |       |

| Gruppe 5                          | Kampe | Mål  | Point |
| Sovjetunionen                     | 4     | 11-3 | 8     |
| Tyrkiet                           | 4     | 4-4  | 4     |
| Norge                             | 4     | 3-11 | 0     |
| Sovjetunionen kvalificeret til VM |       |      |       |

| Gruppe 6                    | Kampe | Mål  | Point |
| England                     | 4     | 16-2 | 7     |
| Portugal                    | 4     | 9-7  | 3     |
| Luxembourg                  | 4     | 5-21 | 2     |
| England kvalificeret til VM |       |      |       |

| Gruppe 8                                                          | Kampe | Mål  | Point |
| Tjekkoslovakiet                                                   | 4     | 16-5 | 6     |
| Skotland                                                          | 4     | 10-7 | 6     |
| Irland                                                            | 4     | 3-17 | 0     |
| Tjekkoslovakiet kvalificeret til VM efter omkamp på neutral bane: |       |      |       |
| Tjekkoslovakiet - Skotland 4-2 efs.                               |       |      |       |

| Gruppe 7                                      |                              |
| 1. runde Cypern - Israel                      | 1-1, 1-6                     |
| 2. runde Rumænien - Italien Israel - Etiopien | (Rumænien trak sig) 1-0, 3-2 |
| Finale Israel - Italien                       | 2-4, 0-6                     |
| Italien kvalificeret til VM                   |                              |

| Gruppe 9                                                                |     |
| Wales - Spanien                                                         | 1-2 |
| Spanien - Wales                                                         | 1-1 |
| Spanien kvalificeret til interkontinental play-off mod vinderen af CAF. |     |

| Gruppe 10                                                                   |     |
| Jugoslavien - Polen                                                         | 2-1 |
| Polen - Jugoslavien                                                         | 1-1 |
| Jugoslavien kvalificeret til interkontinental play-off mod vinderen af AFC. |     |

## Sydamerika
7 hold deltog i kvalifikationen. Efter lodtrækning gik Paraguay direkte til interkontineltal play-off mod vinderne fra CONCACAF. De øvrige 6 hold blev inddelt i 3 grupper á 2 hold, der mødtes ude og hjemme. Vinderne kvalificerede sig til slutrunden.
| Gruppe 1                       |     |
| Ecuador - Argentina            | 3-6 |
| Argentina - Ecuador            | 3-0 |
| Argentina kvalificeret til VM. |     |

| Gruppe 2                     |     |
| Bolivia - Uruguay            | 1-1 |
| Uruguay - Bolivia            | 2-1 |
| Uruguay kvalificeret til VM. |     |

| Gruppe 3                      |     |
| Colombia - Peru               | 1-0 |
| Peru - Colombia               | 1-1 |
| Colombia kvalificeret til VM. |     |

## Nord- og Mellemamerika samt Caribien
8 hold var tilmeldt i CONCACAF, men Canada trak sig inden kampene begyndte. De resterende 7 hold blev inddelt i 3 grupper, hvorfra vinderne gik videre til finalerunden. Vinderen af finalerunden gik videre til interkontinental play-off mod repræsentaten fra CONMEBOL.
| Gruppe 1                 |     |
| USA - Mexico             | 3-3 |
| Mexico - USA             | 3-0 |
| Mexico til finalerunden. |     |

| Gruppe 2                                                  | Kampe                 | Mål                   | Point |
| Costa Rica                                                | 4                     | 13-8                  | 5     |
| Honduras                                                  | 4                     | 5-7                   | 5     |
| Guatemala                                                 | 4                     | 7-10                  | 2     |
| Costa Rica til finalerunden efter omkamp på neutral bane: |                       |                       |       |
| Costa Rica - Honduras                                     | Costa Rica - Honduras | Costa Rica - Honduras | 1-0   |

| Gruppe 3                               |     |
| Hollandsk Guyana - Hollandske Antiller | 1-2 |
| Hollandske Antiller - Hollandsk Guyana | 0-0 |
| Hollandske Antiller til finalerunden.  |     |

| Finalerunde                                                                      | Kampe | Mål  | Point |
| Mexico                                                                           | 4     | 11-2 | 5     |
| Costa Rica                                                                       | 4     | 8-6  | 4     |
| Hollandske Antiller                                                              | 4     | 2-13 | 3     |
| Mexico kvalificeret til interkontinental play-off mod repræsentant fra CONMEBOL. |       |      |       |

## Afrika
De 6 tilmeldte hold fra CAF blev inddelt i 3 grupper á 2 hold, der mødtes ude og hjemme. De tre vindere gik videre til finalerunden, hvorfra vinderen kvalificerede sig til interkontinental play-off mod en repræsentant fra UEFA.
| Gruppe 1                                                        |
| Egypten - Sudan                                                 |
| Begge hold trak sig, så ingen hold gik videre til finalerunden. |

| Gruppe 2                                    |          |
| Marokko - Tunesien                          | 2-1      |
| Tunesien - Marokko                          | 2-1      |
| Omkamp på neutral bane:                     |          |
| Marokko - Tunesien                          | 1-1 efs. |
| Marokko til finalerunden efter lodtrækning. |          |

| Gruppe 3                |     |
| Ghana - Nigeria         | 4-1 |
| Nigeria - Ghana         | 2-2 |
| Ghana til finalerunden. |     |

| Finalerunde                                                           |     |
| Ghana - Marokko                                                       | 0-0 |
| Marokko - Ghana                                                       | 1-0 |
| Marokko kvalificeret til interkontinental play-off mod hold fra UEFA. |     |

## Asien
De tre tilmeldte hold skulle spille mod hinanden ude og hjemme, og vinderen gik videre til interkontinental play-off mod en repræsentat fra UEFA. Indonesien trak sig imidlertid inden kampene.
| Sydkorea - Japan                                                       | 2-1 |
| Japan - Sydkorea                                                       | 0-2 |
| Sydkorea kvalificeret til interkontinental play-off mod hold fra UEFA. |     |

## Interkontinental play-off
Vinderne af de tre opgør kvalificerede sig til VM-slutrunden.
| UEFA / CAF                   |     |
| Marokko - Spanien            | 0-1 |
| Spanien - Marokko            | 3-2 |
| Spanien kvalificeret til VM. |     |

| UEFA / AFC                       |     |
| Jugoslavien - Sydkorea           | 5-1 |
| Sydkorea - Jugoslavien           | 1-3 |
| Jugoslavien kvalificeret til VM. |     |

| CONMEBOL / CONCACAF         |     |
| Mexico - Paraguay           | 1-0 |
| Paraguay - Mexico           | 0-0 |
| Mexico kvalificeret til VM. |     |